# Huh Jung-moo
Huh Jung-moo (ur. 13 stycznia 1955 w Jindo) – były południowokoreański piłkarz występujący na pozycji pomocnika. Trener piłkarski.

## Kariera klubowa
Huh karierę rozpoczynał w 1974 roku drużynie piłkarskiej z uczelni Yonsei University. W 1978 roku trafił do zespołu Korea Electronics, gdzie spędził 3 sezony. W 1980 roku odszedł do holenderskiego PSV Eindhoven. W 1982 roku wywalczył z nim wicemistrzostwo Holandii. W 1983 roku powrócił do Korei Południowej, gdzie został graczem klubu Hyundai Horang-i. W 1986 roku zdobył z nim Puchar Ligi Południowokoreańskiej. W tym samym roku zakończył karierę.

## Kariera reprezentacyjna
W reprezentacji Korei Południowej Huh zadebiutował w 1975 roku. W 1984 roku uczestniczył w Pucharze Azji, który zakończył z zespołem na fazie grupowej. W 1986 roku znalazł się w drużynie na Mistrzostwa Świata. Zagrał na nich w pojedynkach z Argentyną (1:3), Bułgarią (1:1) oraz Włochami (2:3). W meczu z Włochami strzelił także gola. Tamten turniej Korea Południowa zakończyła na fazie grupowej.
W latach 1975–1986 w drużynie narodowej Huh rozegrał w sumie 84 spotkania i zdobył 25 bramek.

## Kariera trenerska
Po zakończeniu kariery piłkarskiej Huh został trenerem. Jego pierwszym klubem był Pohang Atoms, który trenował w latach 1993–1995. W tym czasie zdobył z klubem Puchar Ligi Południowokoreańskiej (1993), a także wywalczył z nim wicemistrzostwo Korei Południowej (1995).
W 1995 roku przez kilka miesięcy był selekcjonerem reprezentacji Korei Południowej. W 1996 tym samym roku objął stanowisko szkoleniowca zespołu Chunnam Dragons. W 1997 roku zdobył z nim Puchar Korei Południowej, a także wywalczył wicemistrzostwo Korei Południowej.
W 1998 roku Huh ponownie został selekcjonerem reprezentacji Korei Południowej. W 2000 roku uczestniczył z nią w Złotym Pucharze CONCACAF (faza grupowa), Pucharze Azji (3. miejsce), a także Letnich Igrzyskach Olimpijskich (faza grupowa). W tym samym roku odszedł z zajmowanego stanowiska.
W latach 2001–2004 pracował dla Yong-In Football Center, a w 2005 roku ponownie przeszedł do Chunnam Dragons. W 2006 roku oraz w 2007 roku zdobył z nim mistrzostwo Korei Południowej. W 2007 roku po raz trzeci został selekcjonerem reprezentacji Korei Południowej. W 2010 roku wziął z nią udział w Mistrzostwach Świata, które Korea Południowa zakończyła na 1/8 finału. W tym samym roku Huh został trenerem zespołu Incheon United.